# Tisícrates (escola de Lisip)
Tisícrates (Tisicrates) fou un destacat escultor grec de l'escola de Lisip, a les obres del qual les de Tisícrates eren les que més s'assemblaven i quasi no es podien distingir de les del seu mestre. Entre les estàtues destacades: Tebà vell, rei Demetri Poliorcetes, i Peucestes.
Plini esmenta a Tisícrates, però no deixa clar si fou deixeble de Lisip o bé del fill d'aquest Eutícrates, encara que lògicament hauria de ser del primer. La seva època està a l'entorn del 300 aC. Fou excel·lent en figures eqüestres.